# Crkva Sv. Križa u Svetom Križu Začretje
Crkva Sv. Križa  je rimokatolička crkva u općini Sveti Križ Začretje, zaštićeno kulturno dobro.

## Opis dobra
Župna crkva smještena je na zapadnoj strani trga u Svetom Križu Začretju. Jednobrodna građevina, gotičke strukture, kasnije barokizirana, današnji oblik dobila je krajem 18. i poč. 19. st. Ima dvije barokne kapele s južne i sjeverne strane. Uz južni perimetralni zid izveden je zvonik, a uz svetište sakristija. Glavno pročelje okrenuto prema trgu klasicistički je oblikovano. Na polukružnim rubnim poljima glavnog pročelja polukružne su niše s oslikom sv. Petra i Pavla, a iznad njih su oslikani medaljoni. U crkvi su grobnice Bedekovića, Zabočkih, Keglevića, Puhakovečkih i Mirkovečkih. Sačuvan je inventar iz razdoblja od 15. do 19. st. među kojim se ističe kasnogotički kalež iz 17. st.

## Zaštita
Pod oznakom Z-2097 zavedena je kao nepokretno kulturno dobro - pojedinačno, pravnog statusa zaštićena kulturnog dobra, klasificirano kao "sakralna graditeljska baština".